# Gianni Meanti
Gianni Meanti (Crema, 14 febbraio 1935 – Crema, 1º settembre 2009) è stato un calciatore italiano.

## Carriera
Gianni Meanti inizia la carriera di attaccante nelle file del A.C. Crema nell'anno 1951. Salvo una parentesi nelle file della Unione Sportiva Soresinese nel campionato Promozione 1953-1954, Meanti rimane a Crema fino al 1956.
È proprio la stagione 1955-1956 del campionato di IV Serie a metterlo in luce: Meanti segna ben 26 reti e viene selezionato dal Milan di Gipo Viani.
L'esperienza in rossonero riserva poche soddisfazioni, nessuna marcatura e 2 sole presenze: una in campionato contro il Lanerossi Vicenza ed una in Coppa Latina allo stadio Santiago Bernabéu contro il Real Madrid.
Passato al Cagliari nel 1957, vi rimane per tre stagioni di Serie B nelle quali totalizzerà 73 presenze e 13 marcature. Nel periodo sardo si inserisce un breve rientro al Milan fra Settembre e Novembre 1959: una presenza in Coppa Italia senza marcature. A novembre 1959 torna a Cagliari per la sua ultima stagione rossoblu.
Nel 1960 si trasferisce a Taranto, dove totalizza 29 presenze e 2 goal nelle sue prime due stagioni nel campionato di Serie C.
La stagione 1962-1963 è per Meanti assai sfortunata: dopo sole 4 presenze col Taranto, si infortuna gravemente alla gamba. L'incidente determina di fatto la fine della carriera professionistica dell'atleta, che tornerà nel 1965 a Crema dove giocherà un'ultima stagione, totalizzando 16 presenze e 6 marcature nel campionato Prima Categoria 1965-1966.

## Palmarès
- Campionato italiano: 1

Milan: 1956-1957